# North Aurora
North Aurora is een plaats (village) in de Amerikaanse staat Illinois, en valt bestuurlijk gezien onder Kane County.

## Demografie
Bij de volkstelling in 2000 werd het aantal inwoners vastgesteld op 10.585. In 2006 is het aantal inwoners door het United States Census Bureau geschat op 14.930, een stijging van 4345 (41,0%).

## Geografie
Volgens het United States Census Bureau beslaat de plaats een oppervlakte van 13,8 km², waarvan 13,4 km² land en 0,4 km² water.

## Plaatsen in de nabije omgeving
De onderstaande figuur toont nabijgelegen plaatsen in een straal van 12 km rond North Aurora.